# Кориткув-Малий
Кориткув-Малий (пол. Korytków Mały) — село в Польщі, у гміні Фрамполь Білґорайського повіту Люблінського воєводства.
Населення — 420 осіб (2011).
У 1975-1998 роках село належало до Замойського воєводства.

## Демографія
Демографічна структура станом на 31 березня 2011 року:
|          | Загалом | Допрацездатний вік | Працездатний вік | Постпрацездатний вік |
| -------- | ------- | ------------------ | ---------------- | -------------------- |
| Чоловіки | 218     | 47                 | 154              | 17                   |
| Жінки    | 202     | 49                 | 105              | 48                   |
| Разом    | 420     | 96                 | 259              | 65                   |